# Letlhakane
Letlhakane è un villaggio del Botswana situato nel distretto Centrale, sottodistretto di Boteti. Il villaggio, secondo il censimento del 2011, conta 22.911 abitanti.

## Località
Nel territorio del villaggio sono presenti le seguenti 238 località:
- Abajenakiru di 27 abitanti,
- Baasone di 14 abitanti,
- Bakani's Farm di 4 abitanti,
- Baye di 11 abitanti,
- Bohi Farm di 5 abitanti,
- Bonnies Farm di 41 abitanti,
- Bonno/Kwii 1 di 11 abitanti,
- Bonno/Kwii 2 di 12 abitanti,
- Bonwakgomo di 9 abitanti,
- Boteti Mining Gate di 1 abitante,
- Botshabelo,
- Chaiuwee di 14 abitanti,
- Chalwe di 14 abitanti,
- Condomkerego/ Gaegaege di 9 abitanti,
- Damotshaa di 30 abitanti,
- Debe di 10 abitanti,
- Dhanakhwe di 16 abitanti,
- Dioloditshweu di 11 abitanti,
- Ditawana di 60 abitanti,
- DK2 Mine di 20 abitanti,
- Durban di 9 abitanti,
- Eorimkao di 1 abitante,
- Firestone di 11 abitanti,
- Gabemkho / Maphane Mantle di 36 abitanti,
- Gaegae,
- Gaegoree di 8 abitanti,
- Gaekhore,
- Gaema,
- Gaexano/Masebula di 3 abitanti,
- Gamjena / Mogotlhomoleele di 19 abitanti,
- Gamjewa,
- Gamotokoro/ Gamma -Patrick di 5 abitanti,
- Gamotsoko,
- Gamxee di 2 abitanti,
- Gao di 3 abitanti,
- Garagamago,
- Goa di 24 abitanti,
- Godiatshaa di 18 abitanti,
- Gomjena di 6 abitanti,
- Gorajena di 50 abitanti,
- Gorexhaoga,
- Gubekhudi di 62 abitanti,
- Gubujena di 4 abitanti,
- Guchoa,
- Gutshaa di 57 abitanti,
- Gweema / Tlhogoyanoko di 14 abitanti,
- hapamadi di 11 abitanti,
- Hikokoroti di 11 abitanti,
- Intebe Farm di 7 abitanti,
- Isakao,
- Jenamaje di 5 abitanti,
- Jimjimsexaa di 22 abitanti,
- Jootshaa di 10 abitanti,
- Kabekwa Cattle Post,
- Kaditxocheba di 10 abitanti,
- Kaebegao,
- Kaekhora/Nkami;s Farm di 7 abitanti,
- Kaka di 14 abitanti,
- Kaka,
- Kamtojena/Seropesamookgweba di 9 abitanti,
- Kanana di 7 abitanti,
- Keazoa di 63 abitanti,
- Keganne di 9 abitanti,
- Keletswane/Keya di 68 abitanti,
- Kgarapamokao di 60 abitanti,
- Kgoe,
- Kgoe / Selepeng di 17 abitanti,
- Kgokonyane di 8 abitanti,
- Khanda's Farm di 2 abitanti,
- Khubenyane,
- Khumchokhwaa,
- Khurudong di 11 abitanti,
- Khwedaotsia di 10 abitanti,
- Kobesi 1 di 7 abitanti,
- Kobesi 2 di 5 abitanti,
- Kodiba di 43 abitanti,
- Konyana di 11 abitanti,
- Kukajem/Debetshaa di 4 abitanti,
- Kukamana,
- Kukamane 1 di 20 abitanti,
- Kukamane 2 di 29 abitanti,
- Kwiaga di 3 abitanti,
- Lebu di 85 abitanti,
- Lekau di 46 abitanti,
- Lerutela di 13 abitanti,
- Letalo-la-Tau di 11 abitanti,
- Letlalo la ntshe / Tshimola di 28 abitanti,
- Mabalane Shakas Ranch / Kaet di 32 abitanti,
- Machimantsho,
- Magonyane Xwee di 7 abitanti,
- Mahata di 18 abitanti,
- Mahata 1 di 1 abitante,
- Mahata 2 di 3 abitanti,
- Makhi di 4 abitanti,
- Makoba A.I Camp 1 di 14 abitanti,
- Makoba A.I Camp 2 di 5 abitanti,
- Makoba Gate (Daowoo) di 10 abitanti,
- Makobana di 32 abitanti,
- Makobane di 22 abitanti,
- Mangana di 44 abitanti,
- Mapeta di 59 abitanti,
- Maphanephane di 5 abitanti,
- Maruleng di 12 abitanti,
- Masokaphala di 30 abitanti,
- Matongo's Farm di 4 abitanti,
- Matshwabisi di 9 abitanti,
- Matswake di 63 abitanti,
- Menepara di 18 abitanti,
- Metsiaela di 39 abitanti,
- Metsiakgama di 11 abitanti,
- Metsiamantsho di 6 abitanti,
- Metsimonate di 7 abitanti,
- Mhisenyane di 8 abitanti,
- Mmaletswai di 7 abitanti,
- Mmereki's Farm/ Gaema di 9 abitanti,
- Mochemoxlaa di 16 abitanti,
- Mogobe wa Dira,
- Mogorogorwana,
- Mogorogorwane di 2 abitanti,
- Mokoba Camp di 13 abitanti,
- Mokorong di 51 abitanti,
- Mophane di 3 abitanti,
- Mosetlharobega di 15 abitanti,
- Motatawa di 26 abitanti,
- Motatawe di 8 abitanti,
- Motatawe,
- Motlhabeng,
- Motopi di 15 abitanti,
- Motopi di 20 abitanti,
- Motsetsane di 10 abitanti,
- Mpona di 20 abitanti,
- Ngabebee di 6 abitanti,
- Ngodigotshau/Poloka di 6 abitanti,
- Nkwanapedi di 45 abitanti,
- Noko / Gatalathuthwa di 13 abitanti,
- Obesi 3 di 9 abitanti,
- Orapa Quarantine Camp di 25 abitanti,
- Pejena di 9 abitanti,
- Phaiphai di 8 abitanti,
- Phuduhutswana di 11 abitanti,
- Prisons Camp di 146 abitanti,
- Sabasadi di 9 abitanti,
- Sasa di 28 abitanti,
- Sediba sa morwa di 6 abitanti,
- Sedibakgalo di 5 abitanti,
- Sedibana di 9 abitanti,
- Sehumane di 26 abitanti,
- Sejamakowe,
- Selajwana di 13 abitanti,
- Seletsamolodi,
- Seperegole di 17 abitanti,
- Sesalejwe di 7 abitanti,
- Setata,
- Setata Gate di 10 abitanti,
- Setotong di 142 abitanti,
- Subuxao di 12 abitanti,
- Tankagole di 4 abitanti,
- Tapana,
- Tarikae di 5 abitanti,
- Tebu,
- Thalamabele di 1 abitante,
- Tharedintle di 6 abitanti,
- Thota ya Ditlhare di 30 abitanti,
- Thubasegwana di 17 abitanti,
- Tikela di 3 abitanti,
- Tiyo Farm (Dodo) di 3 abitanti,
- Tlapana / Epaleruswa di 16 abitanti,
- Tlogelaobone/Gunamong di 4 abitanti,
- Tomtopikae 1 di 51 abitanti,
- Tomtopikae 2 di 10 abitanti,
- Tsaba-tsaba / Pelobotlhoko di 24 abitanti,
- Tsakao/Roni's Fram di 9 abitanti,
- Tsatsing di 38 abitanti,
- Tsetse di 7 abitanti,
- Tsetsere di 10 abitanti,
- Tshegadiawa / Basam Katshaa di 13 abitanti,
- Tshonyane di 34 abitanti,
- Tshoswane di 15 abitanti,
- Tshoswane,
- Tshoswane di 5 abitanti,
- Tsimokia & Xharekoo,
- Tsoronyane di 4 abitanti,
- Tsuga,
- Tudujena di 7 abitanti,
- Tuiga di 15 abitanti,
- Tujena di 7 abitanti,
- Tukamoiru di 10 abitanti,
- Tutebe di 48 abitanti,
- Txaramtxa,
- Txaramxa di 8 abitanti,
- Txaukadi,
- Txotropigao,
- Ubikhubi di 28 abitanti,
- uxwa/Hunters Farm di 7 abitanti,
- Xaamo di 14 abitanti,
- Xaarikho Gate di 2 abitanti,
- Xabagong di 10 abitanti,
- Xade di 20 abitanti,
- Xaegore di 3 abitanti,
- Xaenekaga di 10 abitanti,
- Xagao di 7 abitanti,
- Xamela di 3 abitanti,
- Xana di 15 abitanti,
- Xaogadumo di 2 abitanti,
- Xarodine di 9 abitanti,
- Xarodineng,
- Xatidi di 32 abitanti,
- Xekudi di 23 abitanti,
- Xerukidu di 8 abitanti,
- Xhadimokwa di 20 abitanti,
- Xhamagore di 4 abitanti,
- Xhaotshao di 29 abitanti,
- Xharikiyu / Ghakae di 9 abitanti,
- Xharokoroo,
- Xhaunasee,
- Xhixho,
- Xhlaukudi di 9 abitanti,
- Xhomoo / Kuruxhagem di 10 abitanti,
- Xhonxhwakau 2 di 20 abitanti,
- Xhoojena di 6 abitanti,
- Xhoojena/Sediba sa Morama di 6 abitanti,
- Xhookweng / Xhoojena di 11 abitanti,
- Xhootsoroga di 17 abitanti,
- Xhwixhwinee di 22 abitanti,
- Xoabe di 1 abitante,
- Xoabe,
- Xoigo/Kabedebe di 22 abitanti,
- Xonejena di 3 abitanti,
- Xotshaa di 27 abitanti,
- Xouxhwakau di 19 abitanti,
- Xuago/Ntage,
- Xuuga di 13 abitanti,
- Xwaem di 12 abitanti,
- Zamagamago di 16 abitanti,
- Zantete di 17 abitanti,
- Zantete Farm di 23 abitanti,
- Zanziba di 12 abitanti,
- Zoojena